# Associazione Calcio Mantova 1929-1930
Questa pagina raccoglie le informazioni riguardanti l'Associazione Calcio Mantova nelle competizioni ufficiali della stagione 1929-1930.

## Stagione
Il Mantova conclude onorevolmente il suo campionato di Prima Divisione.

## Rosa
| N. |                   | Ruolo | Calciatore       |
| -- | ----------------- | ----- | ---------------- |
|    | Italia (bandiera) | P     | Ennio Vaini      |
|    | Italia (bandiera) | P     | Angelo Zanoletti |
|    | Italia (bandiera) | D     | Guido Bonazzi    |
|    | Italia (bandiera) | D     | R. Mantovani     |
|    | Italia (bandiera) | D     | Mortini          |
|    | Italia (bandiera) | D     | Pavesi           |
|    | Italia (bandiera) | D     | Sansoni          |
|    | Italia (bandiera) | C     | Aldrovandi       |

| N. |                      | Ruolo | Calciatore        |
| -- | -------------------- | ----- | ----------------- |
|    | Italia (bandiera)    | C     | Chizzoni          |
|    | Italia (bandiera)    | C     | Pietro Menegazzi  |
|    | Italia (bandiera)    | C     | Napoleone Moretti |
|    | Italia (bandiera)    | A     | Enzo Artioli      |
|    | Italia (bandiera)    | A     | Bruno Croci       |
|    | Italia (bandiera)    | A     | Dara              |
|    | Italia (bandiera)    | A     | Giulio Leonardi   |
|    | Argentina (bandiera) | A     | Riziero Vallari   |

## Statistiche

### Statistiche di squadra
| Competizione    | Punti | In casa | In casa | In casa | In casa | In casa | In casa | In trasferta | In trasferta | In trasferta | In trasferta | In trasferta | In trasferta | Totale | Totale | Totale | Totale | Totale | Totale | DR  |
| Competizione    | Punti | G       | V       | N       | P       | Gf      | Gs      | G            | V            | N            | P            | Gf           | Gs           | G      | V      | N      | P      | Gf     | Gs     | DR  |
| --------------- | ----- | ------- | ------- | ------- | ------- | ------- | ------- | ------------ | ------------ | ------------ | ------------ | ------------ | ------------ | ------ | ------ | ------ | ------ | ------ | ------ | --- |
| Prima Divisione | ..    | ..      | ..      | .       | .       | ..      | ..      | ..           | .            | .            | .            | ..           | ..           | ..     | ..     | .      | .      | ..     | ..     | +.. |

### Statistiche dei giocatori
| Giocatore  | Prima Divisione | Prima Divisione |
| Giocatore  | Presenze        | Reti            |
| ---------- | --------------- | --------------- |
| [[.\|. .]] | 0               | 0               |
| [[.\|. .]] | 0               | 0               |
| [[.\|. .]] | 0               | 0               |
| [[.\|. .]] | 0               | 0               |